# Сіфорд (Нью-Йорк)
Сіфорд (англ. Seaford) — переписна місцевість (CDP) в США, в окрузі Нассау штату Нью-Йорк. Населення — 15 251 особа (2020).

## Географія
Сіфорд розташований за координатами 40°40′4″ пн. ш. 73°29′31″ зх. д. / 40.66778° пн. ш. 73.49194° зх. д. (40.667790, -73.491831).  За даними Бюро перепису населення США в 2010 році переписна місцевість мала площу 6,90 км², з яких 6,76 км² — суходіл та 0,14 км² — водойми.

## Демографія
Згідно з переписом 2010 року, у переписній місцевості мешкали 15 294 особи в 5266 домогосподарствах у складі 4140 родин. Густота населення становила 2216 осіб/км².  Було 5395 помешкань (782/км²).
Расовий склад населення:
| - 95,4 % — білих - 2,2 % — азіатів - 0,5 % — чорних або афроамериканців - 0,1 % — корінних американців |

До двох чи більше рас належало 1,1 %. Частка іспаномовних становила 5,0 % від усіх жителів.
За віковим діапазоном населення розподілялося таким чином: 23,3 % — особи молодші 18 років, 62,2 % — особи у віці 18—64 років, 14,5 % — особи у віці 65 років та старші. Медіана віку мешканця становила 42,5 року. На 100 осіб жіночої статі у переписній місцевості припадало 94,9 чоловіків;  на 100 жінок у віці від 18 років та старших — 91,8 чоловіків також старших 18 років.
Середній дохід на одне домашнє господарство  становив 123 649 доларів США (медіана — 106 795), а середній дохід на одну сім'ю — 139 124 долари (медіана — 122 825). Медіана доходів становила 81 171 долар для чоловіків та 57 047 доларів для жінок. За межею бідності перебувало 2,9 % осіб, у тому числі 3,2 % дітей у віці до 18 років та 4,0 % осіб у віці 65 років та старших.
Цивільне працевлаштоване населення становило 8059 осіб. Основні галузі зайнятості: освіта, охорона здоров'я та соціальна допомога — 26,6 %, науковці, спеціалісти, менеджери — 13,0 %, роздрібна торгівля — 8,9 %, будівництво — 7,8 %.